# Gabriel Bibiloni
Gabriel Bibiloni i Canyelles es un lingüista y profesor en la Universidad de las Islas Baleares.
Se licenció en Filología Catalana por la Universidad de Barcelona (1974), y dedicó su tesis doctoral (1983) al estudio sociolingüístico del mallorquín. En 1975 empezó a ejercer de profesor en la Facultad de Filosofía y Letras de Palma, y desde 1991 en la Universitat Catalana d'Estiu de Prada.
Es autor de numerosos trabajos en el ámbito de la sociolingüística, la normativización lingüística y la toponimia. Ha sido director del Servicio Lingüístico de la UIB (1999-2001), la entidad asesora para toponimia y lingüística reconocida por el gobierno de las Islas Baleares. Ha sido asesor del Ayuntamiento de Palma para la normalización del nomenclátor viario de la ciudad, y es miembro de diversos consejos y comisiones relacionados con el uso lingüístico. Ha pertenecido al Consejo Asesor de la Gramática Catalana del Institut d'Estudis Catalans y al equipo redactor de la Gramàtica del Català Contemporani. También ha colaborado en el Larousse Català.
En el campo de investigación, se ha interesado por la teoría y la planificación del estándar (el establecimiento de la normativa), las interferencias lingüísticas y el análisis de la situación sociológica del catalán, por lo que ha trabajado con encuestas sociolingüísticas.
Producto de su actividad divulgadora, su blog personal es uno de los espacios de referencia en la blogosfera catalana. Propuso públicamente, y es uno de los principales defensores, el uso de la grafía blog,  usada en el conjunto de las lenguas del entorno del catalán, para el neologismo que el TERMCAT recogió como bloc, con lo que se creó una polémica en el ámbito de los blogs. Defiende la postura que el catalán sea la única lengua oficial en una eventual Cataluña independiente.

## Obras
- Els noms dels carrers de Palma, Palma: Ayuntamiento de Palma, 1983. ISBN 84-500-8769-4
- Fer una llengua és fer una nació (coautor), Palma: ERC, 1994.
- Llengua estàndard i variació lingüística, Valencia: Editorial Tres y Quatre, 1997. ISBN 84-7502-521-8
- La llengua catalana a Mallorca. Propostes per a l'ús públic (coautor), Palma: Consejo de Mallorca, 1999. ISBN 84-87389-09-0
- Nomenclàtor de nuclis de població de les Illes Balears, Palma: Universidad de las Islas Baleares, 2001. ISBN 84-7632-664-5
- Amb bones paraules, Palma: Lleonard Muntaner, 2012. ISBN 978-84-15076-24-7
- Els carrers de Palma. Toponímia i patrimoni de la ciutat, Palma: Gabriel Bibiloni, 2013. ISBN 978-84-616-2222-1
- El català de Mallorca. La fonètica, Palma: Lleonard Muntaner, 2016. ISBN 978-84-16554-04-1
- Els cognoms de les Illes Balears, Palma: Nova Editorial Moll, 2022. ISBN 978-84-273-4058-9

Además, ha publicado una treintena de artículos sobre lingüística catalana o sociolingüística en revistas especializadas, como Randa, Affari, Revista de Catalunya, Caplletra, Llengua Nacional, y ha colaborado en revistas o periódicos como Lluc, El Mirall, Escola Catalana, Serra d'Or, El Temps, Avui, Diari de Balears, Última Hora y otros.